# Antipatro di Sidone
Antipatro di Sidone (in greco antico: Aντίπατρος Σιδώνιος?, Antípatros Sidónios; Sidone, 170 a.C. – 100 a.C.) è stato un letterato e poeta greco antico, noto soprattutto per la redazione della più antica lista delle sette meraviglie del mondo a noi pervenuta.

## Biografia
Antipatro, nato a Sidone nella I metà del II secolo a.C. (intorno al 170 a.C.), giunse a Roma e fu vicino a Lutazio Catulo (avvocato e, successivamente, console) ed entrò a far parte di circoli letterari che anticipavano le scelte dei neoteroi.
Ebbe, dunque, un rilievo piuttosto cospicuo a Roma, se lo stesso Cicerone lo cita come epigrammista brillante, grande improvvisatore , ma troppo portato all'imitazione dei modelli; tra l'altro, è citato dal suo conterraneo Meleagro in un epigramma che il poeta gadarense scrisse in sua memoria .

## Epigrammi
L'Antologia Palatina raccoglie 68 epigrammi a suo nome, in cui troviamo numerosi richiami ai poeti antichi. Sul piano tematico il poeta si misura, fra l'altro, con l'epigramma sepolcrale, mentre sembra scarso l'elemento erotico, testimoniato da un solo epigramma . 
In effetti, Antipatro è un poeta "sulla poesia", autore di raffinati epitimbi, ossia epigrammi sepolcrali, dei quali compose più versioni, mostrando, come raccontato da Cicerone stesso, la sua bravura nell'improvvisazione su soggetti dati, che varia con sapienti mezzi tecnici.
Antipatro risulta, dunque, particolarmente attento alla variazione dei modelli  e, inoltre, all'ecfrasi, come dimostra il seguente epigramma, la prima attestazione delle sette meraviglie del mondo:
di Babilonia antica, su cui resta
 
una strada per carri, e sulla statua 

di Zeus presso l'Alfeo, ed i giardini

pensili, ed il Colosso del dio Sole,

e il gran lavoro dell'alte piramidi

e di Mausolo la gran tomba; ma

quando io vidi la casa d'Artemide

che sormonta le nubi, perser tutte

codeste meraviglie il lor splendore

e allora dissi: "Invero, mai il Sole

vide una grandezza così ampia".»
(AP IX 58)
Probabilmente Antipatro, come di consueto nel suo stile immaginoso , stilò questo elenco in versi per sottolineare la grandezza della civiltà greca, visto che almeno quattro o cinque delle meraviglie erano greche o si trovavano alla periferia del mondo greco: la statua di Zeus a Olimpia; il Tempio di Artemide (spesso chiamato Artemision) a Efeso; il Colosso di Rodi; il faro (pharos) ad Alessandria; e il Mausoleo di Alicarnasso (progettato, costruito e decorato da architetti e artisti greci).
Antipatro, comunque, non è un epigrammista di grande rilievo: al di là dei tecnicismi virtuosistici, che lo accostano a suoi contemporanei più giovani, come Archia, egli «imita Leonida di Taranto ; è poeta elegante ma manierato» .